# Knipowitschia milleri
Knipowitschia milleri је зракоперка из реда Perciformes и фамилије Gobiidae.

## Угроженост
Ова врста је крајње угрожена и у великој опасности од изумирања.

## Распрострањење
Ареал врсте је ограничен на једну државу. 
Грчка је једино познато природно станиште врсте.

## Станиште
Станишта врсте су мочварна подручја и слатководна подручја.